# Skaland
Skaland ist ein Ort in der Kommune Senja in der norwegischen Provinz Troms. Der Ort liegt im Nordwesten der Insel Senja am Nordufer des Bergsfjorden.
Bei Skaland gibt es natürliche Graphitvorkommen, die von dem Bergbauunternehmen Skaland Graphite AS abgebaut werden. Nach einer unruhigen Geschichte und wechselnden Eigentümern gehörte das Unternehmen ab 2019 zu dem australischen Bergbauunternehmen Mineral Commodities Ltd. Ende 2024 hat der Minenentwickler Norge Mining den Betrieb übernommen, angeblich um einen drohenden Konkurs abzuwenden. Der Bergbaubetrieb gilt als die größte Graphitmine in Europa. Graphit wird u. a. bei der Herstellung von Lithium-Ionen-Akkumulatoren benötigt.
Skaland hat gut 200 Bewohner. Bis 2019 war es das Zentrum der Gemeinde Berg, die zum 1. Januar 2020 administrativ mit der Kommune Senja verschmolzen wurde. Hauptarbeitgeber ist die Graphitmine. Der Ort hat einen kleinen Hafen, der auch von Fischereischiffen benutzt wird. Es bestehen zwei Straßenverbindungen, die im Norden und im Süden über die Insel verlaufen und zur Gisund-Brücke führen, die Senja mit dem Festland und der Kleinstadt Finnsnes verbindet.